# ルノー・セシャン
ルノー (Renaud、本名 ルノー・セシャン Renaud Séchan、1952年5月11日 - ) は、フランスのシンガーソングライター。24枚のアルバムを発表し、売上は1,600万枚以上（2016年4月現在、フランス国内）。
自称「イラつかせるシンガー (le chanteur énervant)」として、人権、エコロジー、反軍国主義などの社会・政治問題に積極的に関わり、彼の曲のテーマにもなっている。こうした立場から物議をかもすこともあったが、現在でもフランスで最も人気のあるミュージシャンの一人である（35～64歳のフランス人の80%、左派支持者の82%が評価している）。また、1985年に発表された「Mistral gagnant (ミストラル・ガニヨン)」は30年後の（彼がほとんど活動を停止していた）2015年にもなお「フランス人に常に愛されるシャンソン」の1位に輝いている。
音楽活動以外にも、クロード・ベリ監督の『ジェルミナル (1993年)』でエチエンヌ・ランチェ役を演じるほか、『シャルリー・エブド』にコラムニストとして参加するなど（1992 - 1993年、1995 - 1996年、2016年 -）、多彩な活動を展開している。

## 経歴

### 1952 - 1968年：生い立ち
1952年5月11日、パリ14区で、プロテスタントの家庭に育った翻訳家・作家のオリヴィエ・セシャン (Olivier Séchan) とフランス北部の炭鉱労働者の家庭に育ったソランジュ・メリオー (Solange Mériaux) の間に生まれた。オリヴィエ・セシャンはドゥ・マゴ賞を受賞しており、第二次世界大戦中はナチス・ドイツのプロパガンダ機関であったラジオ・パリ (Radio-Paris) で独仏翻訳家として働いていた。父方の祖父のルイ・セシャン (Louis Séchan) は著名なヘレニズム研究家でパリ文科大学の教授であった。母方の祖父オスカル・メリオーは13歳から炭鉱で働き、共産党員だったが、ソビエト連邦の国際レーニン学校に通ううちにひどく失望し、共産党を批判するようになった。一方でまた、他の共産党員と同様に「マルクス主義的傾向のPPF（ジャック・ドリオが1936年に結成したフランス人民党）」の活動に関わっていたことから、終戦時に対独協力者として逮捕され、懲役1年の実刑判決を言い渡された。ルノーは後に「父はドイツの公文書を訳していただけで、プロパガンダには一切関わっていない。終戦時に身柄を拘束されたけれど1日だけのことで、裁判で完全に容疑が晴れた。（にもかかわらず）一部の新聞に対独協力者の息子だとか孫だとか書き立てられ、この言葉を、折れそうな肩に十字架のように背負ってきたのだ」と語っている。
ルノーの父親と母親はこうした社会階級だけでなく音楽の趣味も異なっていた。母親はフレエル、モーリス・シュヴァリエ、エディット・ピアフなどのポピュラー音楽を好み、父親はクラシック音楽やシャンソンのなかでもジョルジュ・ブラッサンスなどのメッセージソングを好んで聴いていた。
ルノーが10代の頃には、ユーグ・オーフレ (Hugues Aufray)、ボブ・ディラン、ジョーン・バエズ、レナード・コーエン、ドノヴァンなどのなどのプロテストソング、ビートルズ、そして英米のポピュラー音楽のフランス版イェイェ (yéyé) が流行した。
1963年、父親がドイツ語を教えていた13区のガブリエル・フォーレ高校に入学。学業にはあまり熱心でなく、留年して6区のモンテーニュ高校 (lycée Montaigne) に編入した。
早くから政治に関心を持つようになり、特にアルジェリア戦争 (1954 - 1962)、そして「地下鉄シャロンヌ駅事件 (affaire de la station de métro Charonne)」（アルジェリア戦争におけるフランス極右民族主義者の武装地下組織「秘密軍事組織 (OAS)」に抗議するフランス共産党およびその他の左派によるデモの暴力的弾圧）に衝撃を受け、深い憤りを覚えた。
1966年、ジャン・ロスタン (Jean Rostand) らが1963年に結成した「反原子力運動 (MCAA)」に参加した。また、友人を介してトロツキズムや毛沢東思想の影響を受けた左派の学生にも近づくようになった。1967年にはモンテーニュ高校の「ベトナム委員会 (Comité Viêt-Nam)」でベトナム戦争に反対する運動に参加した。1968年のフランス五月革命 (Mai 68) でデモやバリケードに参加。占拠されたソルボンヌ大学の講堂で最初の曲「Crève salope (くたばれ、淫売)」を歌った。

### 1968 - 1977年：音楽界へのデビュー

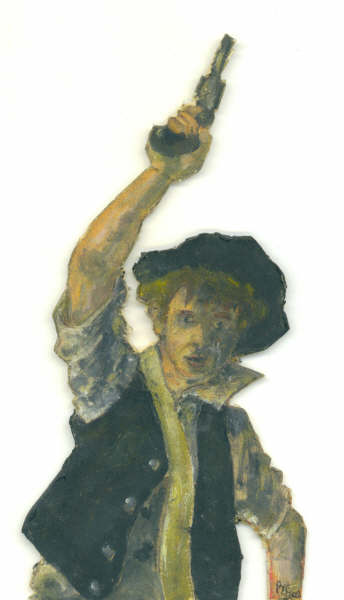
ガヴローシュ

権威主義的な既成秩序に抗議する学生運動に端を発したフランス五月革命 (Mai 68) のさなかに、ルノーは「革命家ガヴローシュ (Gavroche révolutionnaire)」（ヴィクトル・ユーゴーの『レ・ミゼラブル』の登場人物）というグループを結成し、ユーモリスト ギ・ブドス (Guy Bedos) の作品を演じるなど、初めて舞台に立つことになった。また、この時期、ソルボンヌ大学のキャンパスでミュージシャンのエヴァリスト (Évariste) と出会い、彼の曲「革命」の歌詞をルノーがタイプライターで打ったことがきかっけになって作詞に興味を持つようになり、この結果、書き上げたのが「Crève salope (くたばれ、淫売)」であった。この曲はソルボンヌ大学の講堂で歌ったことで大好評を博し、たちまち学生の間に広まり、五月革命の讃歌になった。
1968年8月、当時の欧米の時代精神を反映し、セヴェンヌ山脈のロゼール山上にアナキストコミュニティを結成し、ウクライナのアナキスト革命家の名前を取って「ネストル・マフノ」と命名したが、たちまち憲兵隊に立ち退きを命じられた。
両親の希望によりブルジョア学生の多い16区のクロード・ベルナール高校 (lycée Claude-Bernard) に編入したが、学生運動の雰囲気とは程遠く、ルノーを苛立たせた。
1969年、退学。音楽活動で多少収入を得るようになっていたので親元を離れて屋根裏部屋を借り、サンミッシェル通り（カルチエ・ラタン）の本屋「リブレリー73 (Librairie 73)」で最初は倉庫係として、やがて店員として働くようになった。ボリス・ヴィアン、フランソワーズ・サガン、リジェ・ニミエ (Roger Nimier)、アルベール・カミュ、ジャン=ポール・サルトルなどを読みあさり、レイモンド・チャンドラー、ジェイムズ・ハドリー・チェイス、ダシール・ハメットなどの推理小説にも夢中になった。『イージー・ライダー (1969年)』に魅せられて最初のバイクを買い、郊外の「不良」仲間と付き合うようになったが、「革ジャンを着て、ちょっとした不良になった気分にひたっていただけだった」。
1971年、ベル＝イル＝アン＝メールで俳優のパトリック・ドヴェールに出会い、渡米中の某俳優の代役の話を持ちかけられた。体格が似ているからとのことだった。以後、ほんの数か月の間だが、昼間は本屋の店員をしながら、夜はパリ4区の劇場「カフェ・ド・ラ・ガール (Café de la Gare)」に出演し、ロマン・ブテイユ (Romain Bouteille)、コリューシュ、ミウ＝ミウ、アンリ・ギベ (Henri Guybet)、ソタ (Sotha) らの俳優とも知り合うことになった。
ルノーは兵役を逃れている。これは面識のない異父兄弟が第二次世界大戦中に爆撃を受けて死亡したからという理由であった。
1972年、遅刻が重なったため「リブレリー73」を解雇された。パリを離れアヴィニョンに居を据えて様々な仕事を試みたものの、アーティストとしての展望が開けず、ひどく失望して早くも5か月後にはパリに舞い戻ることになった。
1973年から74年にかけてモンパルナスのアパートを拠点に相変わらず仕事を転々とし、演劇学校に通い、テレビドラマなどに出演していたが、やがて友人のアコーディオン奏者ミシェル・ポンとともにストリートライブを行うようになった。最初はアリスティード・ブリュアン (Aristide Bruant)、フレエル、エディット・ピアフ、レオ・フェレ、ジョルジュ・ブラッサンス、ボブ・ディラン、ユーグ・オーフレなどの曲を演奏したが、次第にルノーが作った曲も取り入れてレパートリーを広げていった。ルノーは、最初はアコーディオンなど「時代遅れ」だと思っていたが、この間、多くのストリートミュージシャンに出会うことで「この伝統を復活させたい」と思うようになった。
1974年、コリューシュが「カフェ・ド・ラ・ガール」で最初のワンマンショーを上演したとき、中庭で入場開始を待つ約400人の観客のために毎晩、ライブを行ったところ、コリューシュと彼のマネージャー（音楽プロデューサー）のポール・ルデルマン (Paul Lederman) に「カフェ・ド・ラ・ガール」の舞台で演奏しないかと提案された。ポール・ルデルマンにはさらにシャンゼリゼ通りに近い「カフコンク (Caf'Conc')」で演奏するよう勧められ、「プチ・ルールー (P'tits Loulous)」というグループ名を与えられた。ルノーはガヴローシュの格好をして舞台に登場した。間もなく、ミシェル・ポンが兵役に服することになり、ルノーも演奏を諦めざるを得なくなったが、やはりポール・ルデルマンの勧めで今度はギタリストとともにルノー自身の曲 (Hexagone (エグザゴーヌ(=フランス))、Camarade bourgeois (ブルジョアの友だち) など ) を演奏することになった。
1975年、音楽プロデューサー ジャクリーヌ・エランシュミット (Jacqueline Herrenschmidt) とフランソワ・ベルナイム (François Bernheim) からレコードを出さないかと持ちかけられた。既にルデルマンからも同様の提案があったが、俳優の夢を捨てきれず断っていたので、あまり乗り気ではなかったがやってみることにした。こうして誕生したのが最初のアルバム「Amoureux de Paname (パリに恋して)」である。ジャン＝ルイ・フルキエ (Jean-Louis Foulquier) の番組「夜のスタジオ (Studio de nuit)」、ダニエル・ジベール (Danièle Gilbert) の「ミディ・プルミエール (Midi Première)」などに出演。アルバムの売上が伸び、社会教育施設「青少年文化会館 (MJC)」でも演奏するようになった。一方、「Hexagone (エグザゴーヌ)」は保守的で旧態依然としたフランス社会を嘲笑する歌詞であったため、ラジオ局のうち「ウーロップアン (Europe 1)」はこの曲を流すことを自粛し、「フランス・アンテル (France Inter)」も教皇のフランス訪問中は同様に自粛した。
ベルナール・ラヴィリエやマキシム・ル・フォレスティエ (Maxime Le Forestier) のコンサートが行われていた4区の「ラ・ピッザ・ドュ・マレ (La Pizza du Marais)」（ブラン・マントー劇場 (Théâtre des Blancs-Manteaux) の前身）の経営者リュシアン・ジバラは、「Amoureux de Paname (パリに恋して)」を聴いて、ルノーにコンサートをしないかと持ちかけた。同じく若手のミュージシャン イヴァン・ドタン (Yvan Dautin) との共演だった。ルノーはここで当時ジェラール・ランヴァンと結婚していたドミニクと出会い、ランヴァンを嘲笑する曲「Les aventures de Gérard Lambert (ジェラール・ラムベールのアバンチュール)」を作った（ドミニクとランヴァンは1980年に離婚した。ドミニクは既にルノーの子を妊娠していた）。

### 1977 - 1982年：反逆児の時代
1977年、「Amoureux de Paname (パリに恋して)」と同じプロデューサー（ジャクリーヌ・エランシュミット、フランソワ・ベルナイム）により2枚目のアルバム「Laisse béton (やめとけ)」を発表した。ルノーはこれまでティティパリジャン (Titi parisien：ガヴローシュを原型とするパリっ子、下町っ子) のイメージだったが、2枚目のアルバムではこのような庶民的なイメージを脱して革ジャンの不良っぽいイメージを採用している。このアルバムではミュージシャン（グループ「オズ (Oze)」）もディスクジャケットもルノー自身が選択した。特にジャケットの写真にある壁の落書きに「オレのバイクの場所 (Place De Ma Mob)」と書かれていたことから、このアルバムは「オレのバイクの場所」と呼ばれるようになった。内容は過去数年の三面記事を題材にしたものが多く、「Les Charognards (禿鷹)」は1975年に8区のピエール・シャロン通りで人質を取って立てこもった強盗事件、「Buffalo Débile (バカなバッファロー)」は1976年ニースで起きた銀行強盗 Casse du Siècle (世紀の破壊) （主犯アルベール・スパジアリが去り際に金庫の壁に書いた「Ni arme, ni violence et sans haine (武器も、暴力も、憎しみもなしに)」という言葉が曲の最後に引用されている）に題材にしたものであり、全体にわたって彼の作詞家としての才能が存分に発揮されている。

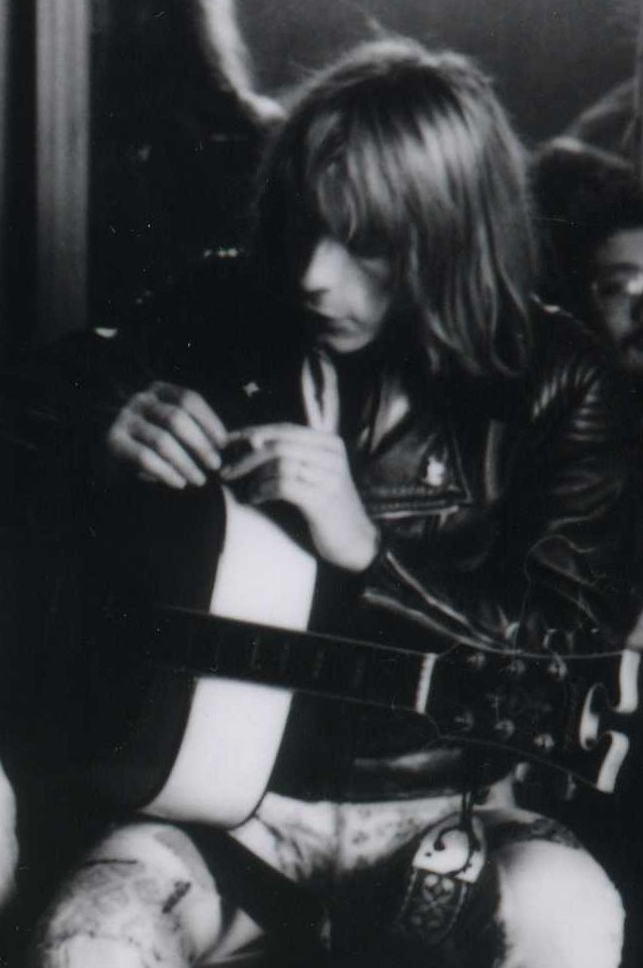
プランタン・ド・ブルージュにて (1978年)

1978年、ダニエル・コリング (Daniel Colling)、アラン・メイアン (Alain Meilland) らが前年にブールジュ（シェール県）立ち上げた「プランタン・ド・ブルージュ」に参加。「Hexagone (エグザゴーヌ)」が同年の「プランタン・ド・ブルージュ」のアルバムに収録された。
同年6月、ベルギーのスパで開催された音楽祭で「Chanson pour Pierrot (ピエロの歌)」（次のアルバム「Ma gonzesse (オレの女)」に収録）が最優秀賞を受賞。「Laisse béton (やめとけ)」のシングルは30万枚、アルバムは20万枚の売上を達成した。
1979年1月、3枚目のアルバム「Ma gonzesse (オレの女)」が発売された。このときのグループ「オズ (Oze)」のメンバーは、ルノー（ボーカル）、ジャン＝リュック・ギヤール（ドラム）、ミシェル・ガリオ（ベース）、ジョゼ・ペレス（ペダルスティールギター、マンドリン、フルート、コーラス）、カレド・マルキ（キーボード、フルート、パーカッション）、ムラド・マルキ（ギター、バンジョー、コーラス）、そしてジャック・ブレル、エディット・ピアフ、イヴ・モンタン、ジュリエット・グレコなどの伴奏で知られるアコーディオン奏者マルセル・アゾーラ (Marcel Azzola) であった。タイトルチューンの「Ma gonzesse (オレの女)」は当時既に一緒に暮らしていたドミニクに捧げられた愛の歌である。3月にはパリ市立劇場 (Théâtre de la Ville; 当時800席) で5夜連続のコンサートを行い、大成功を収めた。一方で『Rock & Folk』などの一部の音楽雑誌は、2枚目のアルバムの反逆児のイメージに比べるとセンチメンタルな曲ばかりだと批判した。
1980年1月に発表された4枚目のアルバム「Marche à l'ombre (影を歩け)」を発表した。ディスクジャケットのルノーはトレードマークとなった黒の革ジャンを着て、首に赤いバンダナを巻いている。特に革ジャンは当時、社会の周辺に生きる労働者階級の若者のシンボルであった。このアルバムはポール・トゥールという人物に捧げられているが、これは「民衆の敵ナンバーワン」と称された犯罪者で前年の1979年に警察隊に射殺されたジャック・メスリーヌの最後の偽名であり、挑発的なメッセージであった。また、「Les aventures de Gérard Lambert (ジェラール・ラムベールのアバンチュール)」を収録しているが、この歌詞は上述のとおりジェラール・ランヴァンを茶化したものであり、後に（1984年）、ミシェル・ブラン監督がジェラール・ランヴァン主演の同名の映画「Marche à l'ombre (影を歩け)」を制作している。他にも当時のフランス社会の重要人物が風刺の対象とされており、ジャック・アタリが社会学の研究論文を3本読むよりルノーの歌詞を読んだ方がいいと言うほどであった。特に「Dans mon HLM (オレのHLM (低所得者向け公営住宅)で)」では日常的な人種差別とあらゆる種類の愚行を非難しており、ルノー自身もこれを「「Hexagone (エグザゴーヌ)」と同様に、夢がなく、とげとげしく、薄情で、各自が自分の哀れな妄想に従って生きているフランス社会」、「退屈しきってエゴイズムに凝り固まった社会」を描いたと説明している。
この年、ジェラール・ランヴァンとドミニクが離婚し、8月1日にルノーはドミニクと結婚、8日後に娘のロリータが生まれた。5月10日、フランソワ・ミッテランが第21代大統領に就任した。ルノーは当初コリューシュを支持していたが、最終戦ではミッテランを支持した。23年ぶりに左派政権が誕生したこと、特に共産党が入閣したことを心底喜んでいた。
こうした個人的・社会的環境の変化もあり、1981年発表の「Le Retour de Gérard Lambert (帰ってきたジェラール・ラムベール)」およびその後のツアー、特に1982年にオランピア劇場で行われたコンサートではこれまでの反逆児のイメージを脱している（ライブアルバム「Un Olympia Pour Moi Tout Seul (たった一人のオリンピア)」に収録）。

### 1982 - 1990年：父として、大スターとして
彼の成功や私生活についてあれこれ書き立てるメディアを逃れ、また、アントワーヌ (Antoine)、ジャック・ブレル、その他コリューシュを介して知り合った友人らの冒険の影響もあって、1982年9月から1983年3月まで妻のドミニク、娘のロリータと船旅に出ることにした。船の名前はウクライナ革命反乱軍に因んで「マフノシチナ (Makhnovtchina)」とした。この経験から後に船乗りの歌「Dès que le vent soufflera (風が吹いたら)」（次のアルバム「Morgane de toi (お前のモルガーヌ)」に収録）が生まれることになったが、実際にはドミニクとロリータがひどい船酔いに見舞われるなど、災難の連続であった。
1983年発表のアルバム「Morgane de toi (お前のモルガーヌ)」はロサンゼルスで録音され、ギタリストのマイケル・ランドウ、アルバート・リー、パーカッショニストのパウリーニョ・ダ・コスタなど、英米の著名アーティストが参加している。また、タイトルチューンの「Morgane de toi (お前のモルガーヌ)」のビデオクリップを作成したのはセルジュ・ゲンスブールである。この曲はルノーが娘のロリータに捧げた曲であり、彼はこの後も娘のために多くの曲を作っており、もはや反逆児の時代は過去のものとなった。このアルバムは数週間で100万枚以上の売上を達成した。
1984年1月17日から2月5日までパリのゼニットでコンサートを行った後、ツアーを開始。締めくくりは再び「プランタン・ド・ブルージュ」であった。さらにこの後、ケベックでの公演を皮切りに北米ツアーを行った。9月8日、特に反スターリン主義的立場からフランス共産党とは疎遠になっていたものの、右派に反対する姿勢を明らかにするために、共産党の機関紙『リュマニテ』読者の祭典として毎年開催される「リュマニテ祭 (Fête de l'Humanité)」に出演した。ルノーはこれについて、スターリニズムの粛清や圧政などとは別に、「平等、正義そして友愛という共産主義的理想」、「（上述の母方の）祖父オスカル（・メリオー）から受け継いだ血」のためであると説明している。
1985年には多彩な活動を展開している。2月にヴァレリー・ラグランジュからアフリカ救済ために曲を作ってほしいという依頼があった。当時、エチオピアでは干ばつの被害が深刻化し、犠牲者は数千人に達していた。1984年にはボブ・ゲルドフの呼びかけで英国のロック・ポップス界のスーパースターが集まり、アフリカの飢餓救済のためのプロジェクト「バンド・エイド」を結成し、これに触発されて米国でもマイケル・ジャクソン、スティーヴィー・ワンダー、クインシー・ジョーンズら数々の著名なアーティストが集まって「USAフォー・アフリカ (USA for Africa)」を立ち上げ、「ウィ・アー・ザ・ワールド (We Are The World)」をリリースしたが、フランスではまだこのような企画が行われていなかった。ルノーは「決して消えない罪悪感を和らげるために」これを引き受けたと書いている。彼の「罪悪感」とは主に成人後に上記の父親や祖父の対独協力（の容疑）について知らされたためだが、ある日、父親の日記に「もうだめだ、息子の成功は私を死ぬほど苦しめる」と書かれているのを目にしたときにもまた、「この日、私は罪悪感に押し潰され、夢遊病者のように親の家を後にし」、以後、「アルバムがヒットするたびにこの罪悪感を強めていた」と書いている。一方でまた、この「罪悪感」は具体的な事実とは無関係に「罪を犯したわけではないのに代償を支払わなければならない」感覚として彼を苦しめていた。こうした経緯からこれまでにも「罪悪感を和らげるために」様々な団体に寄付をしていたルノーは、エチオピア救済のための曲「SOS Éthiopie」を作り、フランス人アーティストに呼びかけた。この結果、「国境なき医師団」の協力を得て、「Chanteurs sans frontiers (国境なきシンガー)」を立ち上げることになり、フランシス・カブレル (Francis Cabrel)、ジャン=ジャック・ゴールドマン (Jean-Jacques Goldman)、ジャック・イジュラン (Jacques Higelin)、ジュリアン・クレール (Julien Clerc)、アラン・スーション (Alain Souchon)、コリューシュ、ジェラール・ドパルデューなど約30人のアーティストが参加し、ラ・クールヌーヴでコンサートが行われた。ディスクの売上は200万枚以上、230万フラン（約35万ユーロ）を寄付することになった。
1985年8月には世界青年学生祭典に参加し、モスクワで一連のコンサートを行うことになった。ソビエト連邦の時代であり警備は厳しかったが、ルノーはフランス語圏以外の聴衆を前にコンサートを行うことに喜びを感じていた。ところが、ゴーリキー公園で約1万人の聴衆を前に行われた野外コンサートで事態が一変した。「Déserteur (脱走兵)」という曲の「Quand les Russes, les Ricains / Feront péter la planète (ロシア人や米国人が / 地球を爆破させることになったら)」というフレーズを歌った途端、スポットライトが客席に向けられ、3千～4千人の観客が一斉に立ち上がり、退場したのである。この曲はボリス・ヴィアンの同名の反戦歌「脱走兵（Le Déserteur）」（1954年）に発想を得たものであり、ベトナム反戦運動の先頭に立っていたルノーは、ソビエト連邦のアフガニスタンへの軍事介入を米国のベトナムへの軍事介入と同じように批判していた。ルノーは「念入りに仕組まれた罠」だと感じた。おそらくは西側への開放を望まない一部の過激派による計画的な行為であり、共産党員だった祖父が半世紀前に同じようにこの国に失望したことを思い、深く傷ついた。
1986年1月20日、「Mistral gagnant (ミストラル・ガニヨン)」を発表した。このアルバムには、子供と子供時代の郷愁に癒しを求めるタイトルチューンの「Mistral gagnant (ミストラル・ガニヨン)」のほか、「Fatigué (嫌になった)」、戦争の犠牲者としての子供たちを描いた「Morts les enfants (死んでいく子供たち)」、麻薬反対を訴え、ビュル・オジエの娘パスカル・オジエに捧げられた「P'tite Conne (おバカさん)」など、苦い幻滅や失望感を表わした曲が多い。1985年5月に発生したヘイゼルの悲劇の後に書かれた「Miss Maggie (ミス・マギー)」ではマーガレット・サッチャー首相の政治・経済政策を辛辣に批判し、英国で論争を巻き起こすことになった。このアルバムはミリオンセラーとなり、1986年初頭にゼニットで1か月にわたって行ったコンサートの観客は計18万人に達した。さらにツアー「Le Retour de la Chetron Sauvage (帰ってきたシェトロン・ソヴァージュ)」も大成功を収め（同名のライブアルバムを発表）、ルノーは多忙を極めることになった。
1986年6月19日、長い付き合いのあったコリューシュの急死の知らせに深く心を痛めた。バイクでトラックに衝突して亡くなったのである。ルノーはコリューシュの葬儀から戻るや否や「Putain de camion (トラックのくそったれ)」という曲を書き上げたが、以後何か月も悲しみを引きずっていた。1988年にコリューシュの2人の息子マリウスとロマンに捧げる同名のアルバムを発表した。コリューシュは娘ロリータの代父だった。ディスクジャケットには黒い背景にコリューシュが好きだった赤いケシが描かれている。このアルバムについてはプロモーションを一切行わなかったが（売上は前作の半数の80万枚）、文化省の国家ディスクグランプリ、パリ市のディスクグランプリのほか、SACEM (仏音楽著作権協会) から全作品に対するグランプリを授与されることになった。

### 1991 - 1995年：幅広い活動
1991年、湾岸戦争中にロンドンで録音されたアルバム「Marchand de cailloux (小石売り)」を発表。湾岸戦争に反対していたルノーは、ジャケットの裏には「やつらの忌まわしい戦争中に録音」と書いた。平和主義のメッセージを込めた「Tant qu'il y aura des ombres (岩魚がいるかぎり)」、社会党への絶望を表わした「Tonton (おじさん (=ミッテラン大統領))」や「Le tango des élus (議員のタンゴ)」などを含むこのアルバムは前作「Putain de camion (トラックのくそったれ)」よりさらに売上が落ちたが（565,000枚）、シャルル・クロ・アカデミーのディスクグランプリを受賞した。ちなみに、「P’tit voleur (小泥棒)」のビデオクリップにはエマニュエル・ベアールが出演している。
1992年、カジノ・ド・パリ (Casino de Paris) で5週間にわたるコンサートを行った。同年、『シャルリー・エブド』が活動を再開した際に参加し、「Renaud bille en tête (ルノー - 歯に衣着せぬ)」と題するコラムを連載した。1993年12月に次のアルバム「À la Belle de Mai (ベル・ド・メで)」(ベル・ド・メはマルセイユの一地区) の制作のために執筆を中断したが、1995年1月から1996年7月まで今度は「Envoyé spécial chez moi (うちの特派員)」という見出しで再開した。
1993年、クロード・ベリ監督の『ジェルミナル』でエチエンヌ・ランチェ役を演じた。マユ役はジェラール・ドパルデュー、マウード役はミウ＝ミウ、ボンヌモール役はジャン・カルメ (Jean Carmet) であった。クロード・ベリ監督とは既に1980年にミュージックホール「ボビノ (Bobino)」出会い、映画出演を約束されていたが、19世紀末の北フランスの炭鉱労働者の苦悩を描くこの作品については、母方の祖父オスカルがまさにこのような炭鉱労働者だったことから特別な思い入れがあった。6か月にわたる撮影期間中にルノーはノール＝パ＝ド＝カレの炭田地帯の民俗文化を見出し、同年（1993年）、土地の人々の優しさ、温かさへの感謝をこめて、地元の歌を地元の方言で歌ったアルバム「Renaud cante el' Nord (ルノー、北フランスを歌う)」を発表した。翌1994年、このアルバムはフランス最大の音楽大賞「ヴィクトワール・ド・ラ・ミュジーク (Victoires de la Musique)」の「伝統音楽アルバム」部門賞を受賞し、売上も35万枚に達した。同年にはまた、『La Petite vague qui avait le mal de mer (船酔いした小さな波)』という絵本も出版している。
1994年11月発表の「À la Belle de Mai (ベル・ド・メで)」は自宅で録音したアルバムであり、主にチェ・ゲバラ、エミリアーノ・サパタ、パンチョ・ビリャなどの革命家に対する称賛を表わしている。また、ラジオ局フランス・アンテル (France Inter) が反軍国主義のメッセージを込めた「La médaille (勲章)」を流したとき、「フランス軍支援団体」がフランス軍と退役軍人の感情を害する行為だとしてフランス・アンテルを訴えたが、この訴えは却下された。
1995年にはベストアルバム「The meilleur of Renaud 1975-1985 (ルノー・ベスト1975-1985年)」、「The meilleur of Renaud 1985-1995 (ルノー・ベスト1975-1985年)」、「The very meilleur of Renaud (1975/1995) (ルノー・ベスト 1975-1995年)」および18枚組全曲集 (Coffret 18 CD : Renaud - Intégrale) が発売された。全曲集には未発表の「Renaud chante Brassens (ルノー、ブラッサンスを歌う)」、「Les Introuvables (未収録曲)」、「Le Retour de la Chetron Sauvage (帰ってきたシェルトン・ソバージュ)」が含まれる。

### 1995 - 2002年：心の闇「ルナール」
ルノーはもともと子供時代を懐かしみ、将来については悲観的だった。1980年代には上記のコリューシュのほか、辛辣な批判で知られるユーモリストのピエール・デプロージュ、セルジュ・ゲンスブールなどの親友が亡くなり、深く心を痛めていた。既に過去数年にわたって生きる希望を失い、過去への郷愁を募らせ、うつ病的な傾向があったが、1995年以降（2002年まで）ほとんど活動を停止し、苦しみを和らげるためにアルコールに溺れ、さらに孤独や悲観を募らせることになった。こうした彼の変化は妻のドミニクを苦しめた。ルノーは夜も別の部屋で飲みながら、「窓から外の不審な動きを見張っていた」からだ。口論の末、ドミニクは別のアパートを借り、ルノーも兄のティエリとともに老舗カフェ「ラ・クロズリー・デ・リラ (La Closerie des Lilas)」が入った建物内のアパートに引っ越すことになった。たまに姿を見せるときにもアルコールによるむくみや目の隈が表れていた。1997年から2002年までアルコール依存症の治療を受けていたが、アラン・ランティ (Alain Lanty) とジャン＝ピエール・ビュコロ (Jean-Pierre Bucolo) の支援を得て、1999年10月から2001年まで「1本のギター、1台のピアノ、そしてルノー」と題する202回の「治療ツアー」を行うことになった。会場は田舎の小さなコンサートホールだった。声をからし、時には惨憺たるものだったが、それでもなお支えてくれるファンの優しさに深く心を動かされた。
このツアーの間に、「Baltique (バルティック)」(フランソワ・ミッテラン大統領の愛犬の名前)、「Boucan d'enfer (地獄のばか騒ぎ)」、「Elle a vu le loup (彼女は狼を見た)」の3曲を書いたが、これ以上書き続けることはできず、新しいアルバムを発表できるかどうかもわからなかった。助け船を出したのは友人のジャーナリスト パスカル・フィオレット (Pascal Fioretto) だった。治療中のルノーが飲みたがると、フィオレットは「一曲作ったら、一杯おごる」と言った。1時間後、ルノーは「Petit Pédé (オカマさん)」を書き上げた。
2001年、全作品について「ヴィクトワール・ド・ラ・ミュジーク (Victoires de la Musique)」を受賞した。この際に歌ったのは「Mistral gagnant (ミストラル・ガニヨン)」であった。

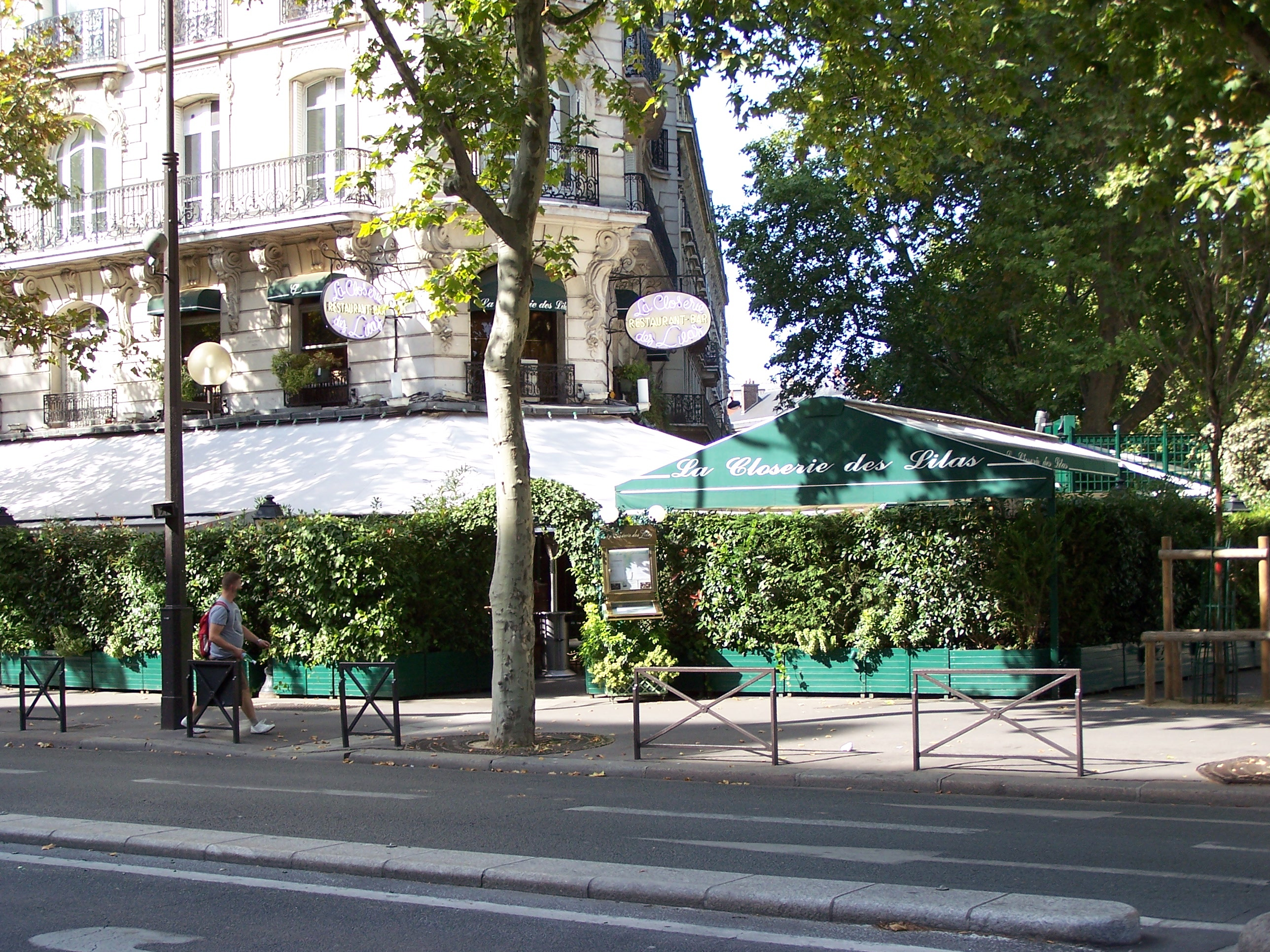
うつ病、アルコール依存症などに苦しんでいた時期に出入りし、ロマーヌ・セルダと出会うことになった老舗カフェ「ラ・クロズリー・デ・リラ」(パリ6区)

だが、真に立ち直るきっかけを与えたのは、2002年のロマーヌ・セルダ (Romane Serda) との出会いだった。

### 2002 - 2007年：再生
2002年5月に8年ぶりの新アルバム「Boucan d'enfer (地獄のばか騒ぎ)」を発表した。作曲は上記の「治療ツアー」を企画したアラン・ランティとジャン＝ピエール・ビュコロ、ジャケットのルノーの肖像画はアーティスト、作家、そして航海者でもあるモロッコ出身のティトゥアン・ラマズー (Titouan Lamazou) によるものだった。過去数年の苦悩とアルコール依存症との闘いから「Docteur Renaud, Mister Renard (ルノー博士とルナール氏)」（ルノーはルノーという名前と「ジキル博士とハイド氏」をもじって自分の心の闇を「ルナール（狐）」と呼んでいた）、「Cœur perdu (傷心)」、「Mal barrés (生きるのが下手な人間)」などの曲が生まれた。シングルカットされた「Manhattan-Kaboul (マンハッタン - カブール)」はアクセル・レッド (Axelle Red) とのデュエットである。アメリカ同時多発テロ事件とアフガニスタン紛争への言及を含み、ニューヨークに生きるプエルトリコ人移民の青年とアフガニスタン人の少女が互いに自分の境遇を語る形式でテロリズムと戦争の犠牲者を描いている。この曲はあっという間に大ヒットを記録し（523,000枚の売上）、2003年「ヴィクトワール・ド・ラ・ミュジーク (Victoires de la Musique)」および音楽専門ラジオ局NRJの2003年音楽賞 (NRJ Music Awards) を受賞した。さらにアルバム「Boucan d'enfer (地獄のばか騒ぎ)」の売上もルノーのアルバムで最高の200万枚以上に達した。
こうしてルノーは生まれ変わった人間 ― もはや酒飲みならぬ「哀れな水飲み」― として「Tournée d'enfer (地獄のツアー)」を開始。この間にも思うように声が出ず、また振戦せん妄（離脱による急性発作）に陥ることすらあったが、1年半の間に170回以上のコンサートを行い、大成功を収めることになった（2003年にライブアルバム「Tournée d'enfer (地獄のツアー)」を発表）。
この間、こうした再出発においても、またアルコール依存症からの回復においてもルノーを支えたのは、2002年に「ラ・クロズリー・デ・リラ」で出会ったロマーヌ・セルダであった。二人は2003年に14区で一緒に暮らし始め、2005年8月にシャトーヌフ＝ド＝ボルデット（ドローム県）で正式に結婚した。
ルノーはこの頃から政治・社会問題にも関わり、2005年からコロンビア革命軍 (FARC) 捕虜となっていたイングリッド・ベタンクールの解放を求める運動に積極的に参加。このために「Dans la jungle (ジャングルで)」という曲を作った。この曲はスペイン語に翻訳され、アルゼンチンのシンガー ダニエル･メリンゴ (Daniel Melingo) が歌った。またこのために多くのコンサートを開催し、特にイングリッド・ベタンクールの誘拐から4年目の2006年2月にルーアンのゼニットで行った大規模なコンサートには多くのアーティストが参加した。

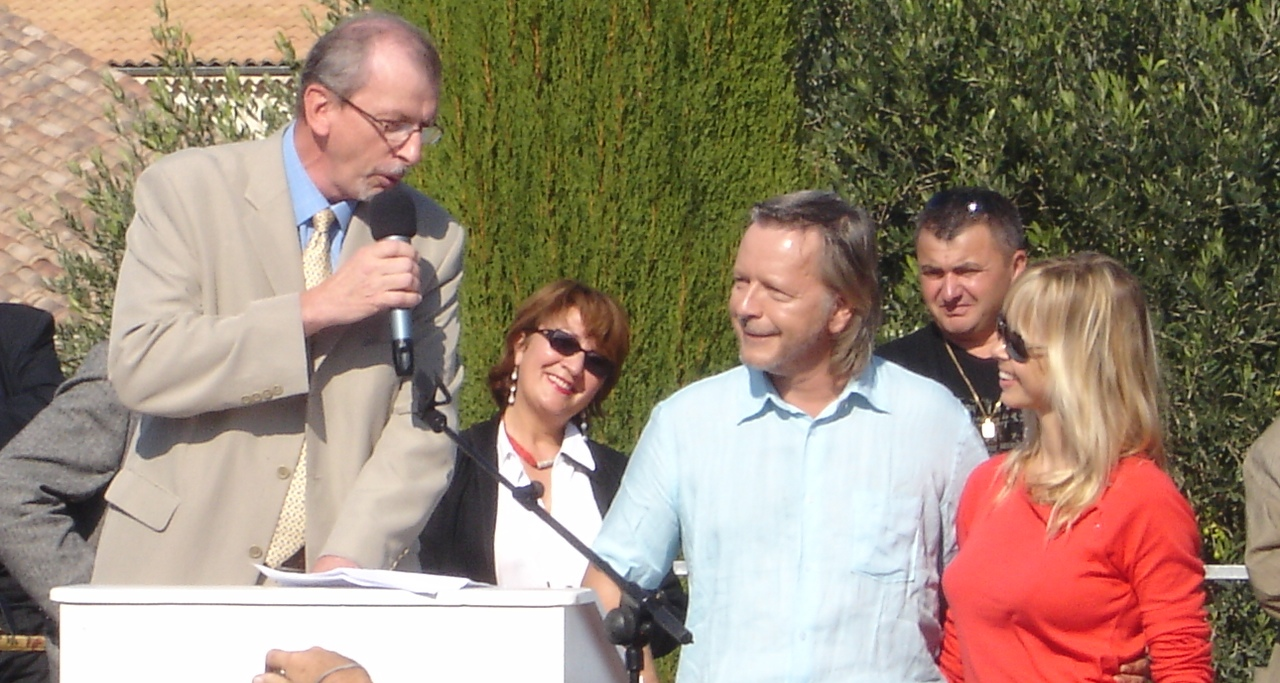
「ルノー・セシャン校」開校式でロマーヌとともに (2006年)

さらに環境問題や動物福祉の問題についても、闘牛廃止を求める運動、ピレネー山脈における熊の絶滅防止運動などに参加し、教育活動としてロマーヌ・セルダの出生地に近いミラベル＝オー＝バロニ（ドローム県）で「ルノー・セシャン公立小学校」を設立した。
2006年10月、12枚目のアルバム「Rouge Sang (赤い血)」を発表。前作「Boucan d'enfer (地獄のばか騒ぎ)」がまだアルコール依存症などによる苦悩をにじませるものであったのに対して、「Rouge Sang (赤い血)」はルノーの真の再出発だとする批評家もいる。このアルバムには上記のイングリッド・ベタンクールの解放を求める「Dans la jungle (ジャングルで)」のほか、闘牛廃止・動物福祉を求めるタイトルチューンの「Rouge Sang (赤い血)」（広義には動物が流す血だけでなく、貧困、圧制、暴力、戦争等の犠牲者として子供たちが流す血、そして犠牲者としての弱者すべての苦しみを表わしている）、妻ロマーヌ・セルダに捧げた「Danser à Rome (ローマで踊る)」（フランス語の「ダンセアローム」は「ロマーヌ・セルダ」のアナグラム）、2006年7月14日に生まれたばかりの息子マローヌに捧げる「Malone」などが収録されている。2007年夏には「Rouge Sang tour」および並行してフェスティバルツアーを行い、9月にライブアルバム「Tournée Rouge Sang (赤い血ツアー)」（CDおよびDVD）を発表した。

### 2008 - 2015年：底なしの孤独、再発
2008年に入ってから、ルノーは再びメディアに姿を見せなくなった。既に2007年に英国に居を構えていたが（なお、渡英の際にルノーはフランスの高い税金を逃れるために国外に脱出する著名アーティストがいることを「恥ずべきことだ」とし、渡英後、フランスも確定申告をすると明言した）、2008年7月2日にイングリッド・ベタンクールがコロンビア国軍によって解放されたとき、あれほど熱心に解放を求めていたルノーが何のコメントもしなかったため、アルコール依存症を再発したのではないかと噂された。これに対してルノーは、彼女とは個人的に会って話をしたし、メディアに取り上げられたくなかったからだと説明した。
2009年夏に娘のロリータがルナン・リュースと結婚し、ルノーもパリ郊外のムードンに引っ越した。2009年11月には2人の子供ロリータとマローヌに捧げた新アルバム「Molly Malone – Balade irlandaise (モリ―・マローヌ - アイルランド民謡)」を発表したが、これはタイトルのとおり、アイルランドの伝統音楽を歌ったものであり、彼のオリジナル曲ではない。実際、評価は分かれ、声に張りがなくなったなどの厳しい批判もあった。
2011年、ルノーはロマーヌと離婚した。理由は最初の妻「ドミニクのときと同じで」、不安や苦しみをアルコールで紛らすようになっていたからだ。そしてこの2度目の離婚で「10年前にドミニクが去ったときの苦しみが蘇り、いっそう深い、耐え難い孤独に陥った」。ルノーは「もうどうしたらいいのかわからない。生きる力を失ってしまった。これまで息子の将来、息子が生きる社会のことを思って曲を作っていたのに、もう息子からインスピレーションを受けることもなくなった」と語っている。ルノーはこの頃、他のミュージシャンの曲も作っているが、個人的には過去に発表した全曲集にのみ収録された曲を集めたアルバムやベストアルバムを発表する程度だった。
2014年6月、ジャン＝ルイ・オベール (Jean-Louis Aubert)、クール・ドゥ・ピラート、ベネバール (Bénabar)、エロディ・フレージュ、ラファエル、アンドシーヌ (Indochine) のニコラ・シルキス (Nicolas Sirkis)、バンジャマン・ビオレー、ノルウェン・ルロワ、ユベール＝フェリックス・ティエフェーヌ (Hubert-Félix Thiéfaine)、カルラ・ブルーニ (Carla Bruni)、ルナン・リュースら15人のアーティストがそれぞれルノーの曲を歌ったアルバム「La Bande à Renaud (ルノーの一味)」を発表。大ヒットし、9月には「その2」を発表した。

### 2015年 -：フェニックス

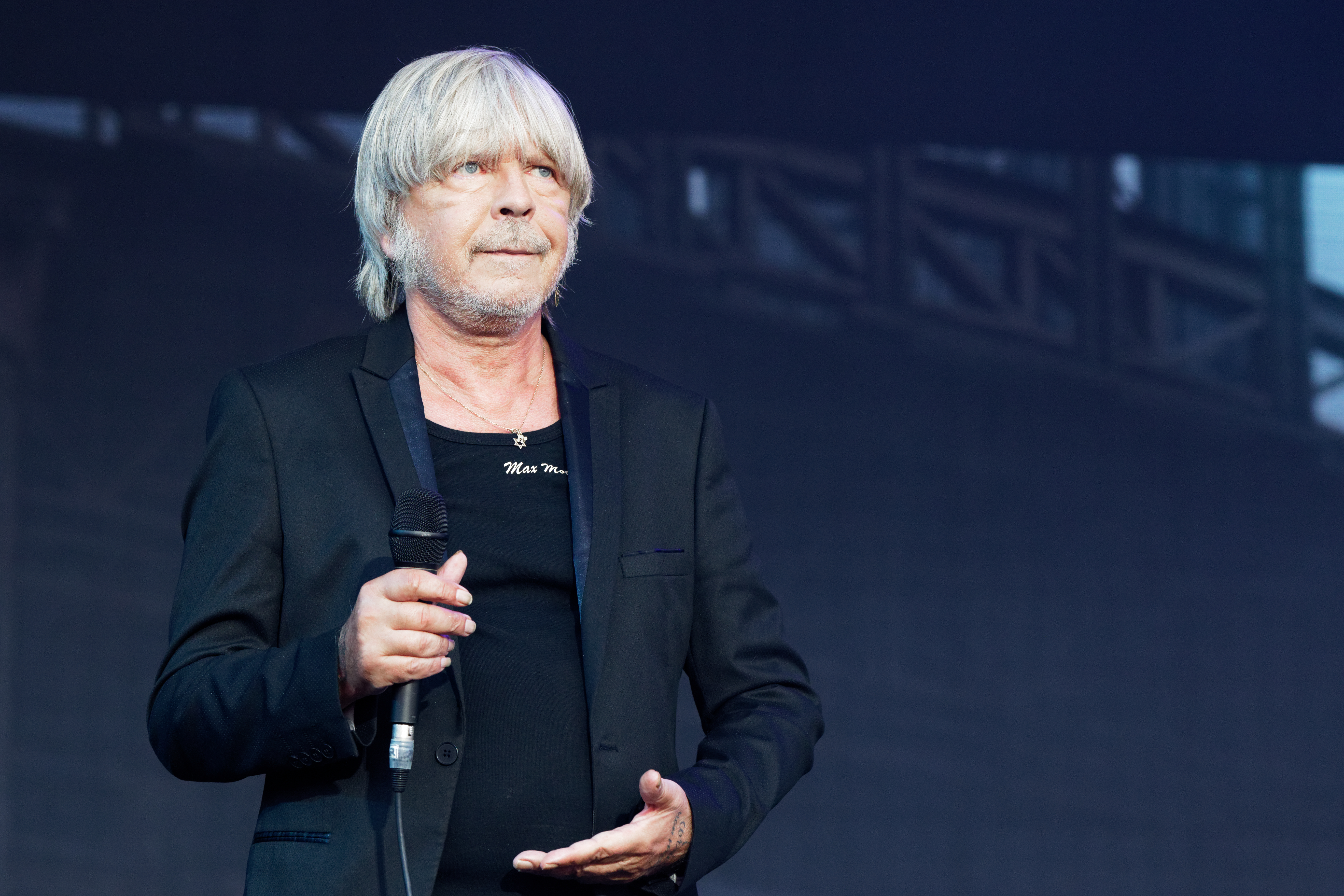
ブルターニュでのコンサート (2017年)

2014年12月、西アフリカにおけるエボラ出血熱の流行に対する支援の一環としてフランス人アーティストらが「Noël est là (もうすぐクリスマス)」というビデオクリップを発表。カルラ・ブルーニ (Carla Bruni)、バンジャマン・ビオレー、ジャン＝ルイ・オベール (Jean-Louis Aubert)、ニコラ・シルキス (Nicolas Sirkis)、ジョーイ・スタール (Joey Starr)、ヴァネッサ・パラディ、ヤニック・ノアらとともにルノーも参加した。
2015年5月11日、ルノーの誕生日に過去40年間にわたる彼の活動を振り返り、関係者へのインタビューを収録したディディエ・ヴァロ (Didier Varrod) 制作のドキュメンタリービデオ「Renaud, on t'a dans la peau ! (ルノー、みんなお前のこと大好きなんだよ)」が「フランス・トロワ (France 3)」で放映された。これを受けて、Facebookでも「Soutenons Renaud Séchan (ルノー・セシャンを支援しよう)」というページが作成され、支援の輪が急速に広がっていった。これに心を打たれたルノーは早速、曲を作り始め、1月ほどの間に14曲の詞を書き上げた。これにミカエル・オアィヨン (Michaël Ohayon) とルナン・リュースが曲をつけ、次のアルバム発表に向けて準備を進めることになった。このアルバムには2015年1月7日のシャルリー・エブド襲撃事件およびこの翌々日のユダヤ食品店人質事件の犠牲者に捧げる曲も含まれている。特に『シャルリー・エブド』が1992年に活動を再開したときから寄稿していたルノーは、風刺画家シャルブ、カビュ、ジョルジュ・ウォランスキらの親しい友を失うことになった。ルノーは久しくデモなどにも参加していなかったが、1月10日・11日のデモ「共和国の行進」に参加。この日の夜に書き上げたのが、後に大ヒットすることになった「J'ai embrassé un flic (ポリ公を抱きしめた)」である。
シャルリー・エブド襲撃事件から1年後の2016年1月7日、ルノーはレピュブリック広場で犠牲者を追悼して、ミシェル・デルペッシュ (Michel Delpech) の「Que marianne était jolie (美しかったマリアンヌ)」（マリアンヌはフランス共和国の象徴）を歌い、間もなく、再び『シャルリー・エブド』にコラムを連載することになった。
2016年4月、新アルバム「Renaud (Toujours debout) (ルノー、いまだ健在)」を発表。6週間で売上73万部に達する大ヒットとなり、10月には再生の意味を込めた「Phénix Tour (フェニックスツアー)」を開始。フランス、英国、スイスおよびベルギーで計130回のコンサートを行った。
2017年2月の第32回「ヴィクトワール・ド・ラ・ミュジーク (Victoires de la Musique)」で今年の男性アーティスト賞に輝いた。

## 受賞歴
- 王冠勲章オフィシエ (ベルギー、2007年)
- 芸術文化勲章コマンドゥール (2013年)
- フレイアド勲章シュヴァリエ (2015年)

## ディスコグラフィ
※各タイトルの括弧内は邦題ではなく邦訳

### スタジオ・アルバム
| 年   | タイトル (邦訳)                                                        | 売上 (仏国内) | 主な曲                                                                                                |
| ---- | ---------------------------------------------------------------------- | ------------- | --- |
| 1975 | Amoureux de Paname (パリに恋して)                                      | 380,000       | Hexagone, Société tu m'auras pas, Camarade bourgeois                                                  |
| 1977 | Laisse béton (やめとけ)                                                | 475,000       | Laisse béton, Adieu minette, La Boum                                                                  |
| 1979 | Ma gonzesse (オレの女)                                                 | 505,000       | La tire à Dédé, J'ai la vie qui me pique les yeux, Chanson pour Pierrot, Ma gonzesse                  |
| 1980 | Marche à l'ombre (影を歩け)                                            | 800,000       | Où c'est qu'j'ai mis mon flingue ?, La teigne, Marche à l'ombre, Dans mon HLM                         |
| 1981 | Le Retour de Gérard Lambert (帰ってきたジェラール・ラムベール)         | 625,000       | Manu, Soleil immonde, La blanche, Mon beauf'                                                          |
| 1983 | Morgane de toi (お前のモルガーヌ)                                      | 1,480,000     | Morgane de toi, Dès que le vent soufflera, En cloque, Déserteur                                       |
| 1985 | Mistral gagnant (ミストラル・ガニヨン)                                 | 1,315,000     | Mistral gagnant, Miss Maggie, La pêche à la ligne, P'tite conne, Fatigué                              |
| 1988 | Putain de camion (トラックのくそったれ)                                | 780,000       | Putain de camion, Rouge-gorge, Me jette pas, Il pleut, Socialiste                                     |
| 1991 | Marchand de cailloux (小石売り)                                        | 565,000       | Marchand de cailloux, La ballade Nord-irlandaise, P'tit Voleur, L'aquarium, Tonton                    |
| 1993 | Renaud cante el' Nord (ルノー、北フランスを歌う)                       | 350,000       | 北フランスに伝わる歌を地元の方言で歌った CD。                                                         |
| 1994 | À la Belle de Mai (ベル・ド・メで)                                     | 585,000       | Son bleu, Le sirop de la rue, La médaille, C'est quand qu'on va où ?, À la Belle de mai               |
| 1995 | Les Introuvables (未収録曲)                                            |               | 全曲集 Renaud - Intégrale にのみ収録されていた曲のうち、珍しい曲のみ再録した CD。                     |
| 1996 | Renaud chante Brassens (ルノー、ブラッサンスを歌う)                    | 245,000       | 全曲集 Renaud - Intégrale にのみ収録されていた曲のうち、ジョルジュ・ブラッサンスの曲のみ再録した CD。 |
| 2002 | Boucan d'enfer (地獄のばか騒ぎ)                                        | 2,130,000     | Docteur Renaud, Mister Renard, Manhattan-Kaboul, Elle a vu le loup, Mon bistrot préféré               |
| 2006 | Rouge Sang (赤い血)                                                    | 700,000       | Les Bobos, Elle est facho, Arrêter la clope, Dans la jungle, Elsa                                     |
| 2009 | Molly Malone – Balade irlandaise (モリー・マローヌ ― アイルランド民謡) | 205,000       | Vagabonds, Incendie                                                                                   |
| 2016 | Renaud (Toujours debout) (ルノー、いまだ健在)                          | 713,000       | Toujours debout, J'ai embrassé un flic, Les Mots, Héloïse                                             |

### ライブ・アルバム
| 年   | タイトル (邦訳) | 売上 (仏国内)                          |
| ---- | --- | -------------------------------------- |
| 1980 | Renaud à Bobino (ルノー、ボビノにて)                                                                                | 280,000                                |
| 1981 | Le P'tit Bal du samedi soir et autres chansons réalistes (土曜の夜のささやかなダンスパーティ、その他リアリストの歌) | 210,000                                |
| 1982 | Un Olympia pour moi tout seul (たった一人のオリンピア)                                                              | 290,000                                |
| 1986 | Le Retour de la Chetron Sauvage (帰ってきたシェルトン・ソヴァージュ)                                                | 全曲集 Renaud - Intégrale にのみ収録。 |
| 1989 | Visage pâle rencontrer public (青ざめた顔で観客の前に立つ)                                                          | 360,000                                |
| 1996 | Paris-Provinces Aller/Retour (パリ-プロヴァンス往復)                                                                | 190,000                                |
| 2003 | Tournée d'enfer (地獄のツアー)                                                                                      | 180,000                                |
| 2007 | Tournée Rouge Sang (赤い血のツアー)                                                                                 | 100,000                                |
| 2017 | Phénix Tour (フェニックス・ツアー)                                                                                  |                                        |